# Nello Vian
Nello Vian (* 28. Mai 1907 in Vicenza; † 19. Januar 2000 in Rom) war ein italienischer Bibliothekar und Kirchenhistoriker.

## Leben
Er war Sekretär der Bibliotheca Apostolica Vaticana von 1949 bis 1977 und Generalsekretär des Istituto Paolo VI von 1979 bis 1992. Seine Söhne sind Giovanni Maria Vian und Paolo Vian.

## Schriften (Auswahl)
- mit Leonard von Matt: Pius X. Würzburg 1954, OCLC 78049188.
- als Herausgeber: Il primo processo per San Filippo Neri. Nel codice vaticano latino 3798 e in altri esemplari dell’Archivio dell’Oratorio di Roma. Testimonianze dell’inchiesta romana 1595. Rom 1957, OCLC 886198612.
- Il leone nello scrittoio. Reggio Emilia 1980, ISBN 88-7001-153-4.
- San Filippo Neri. Pellegrino sopra la terra. Brescia 2004, ISBN 88-372-1987-3.